# Pohar (obwód iwanofrankiwski)
Pohar (ukr. Погар) – wieś na Ukrainie w rejonie rożniatowskim obwodu iwanofrankiwskiego.